# Podobwód Żarnowiec Armii Krajowej

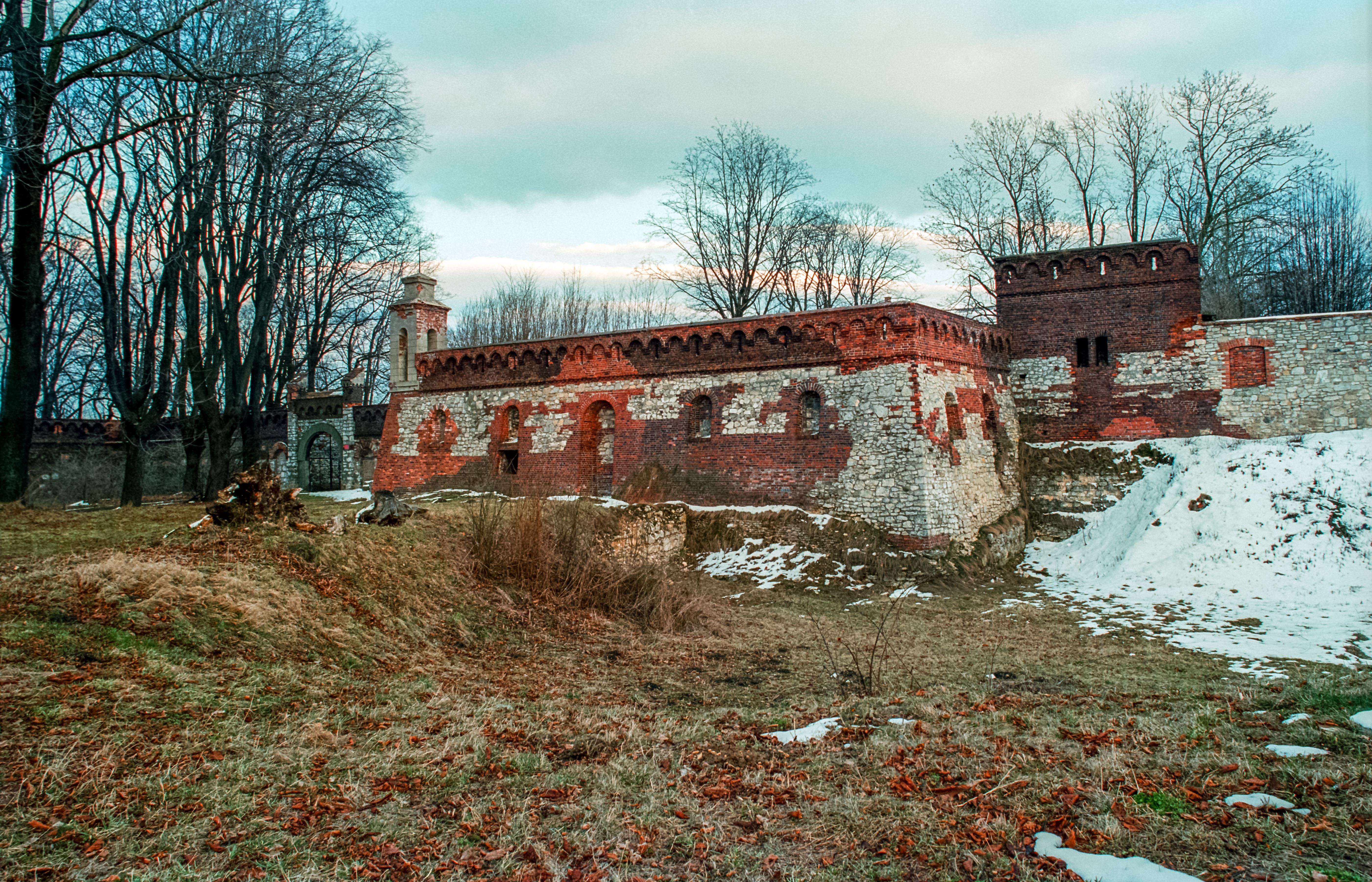
Mury obronne w Pilicy

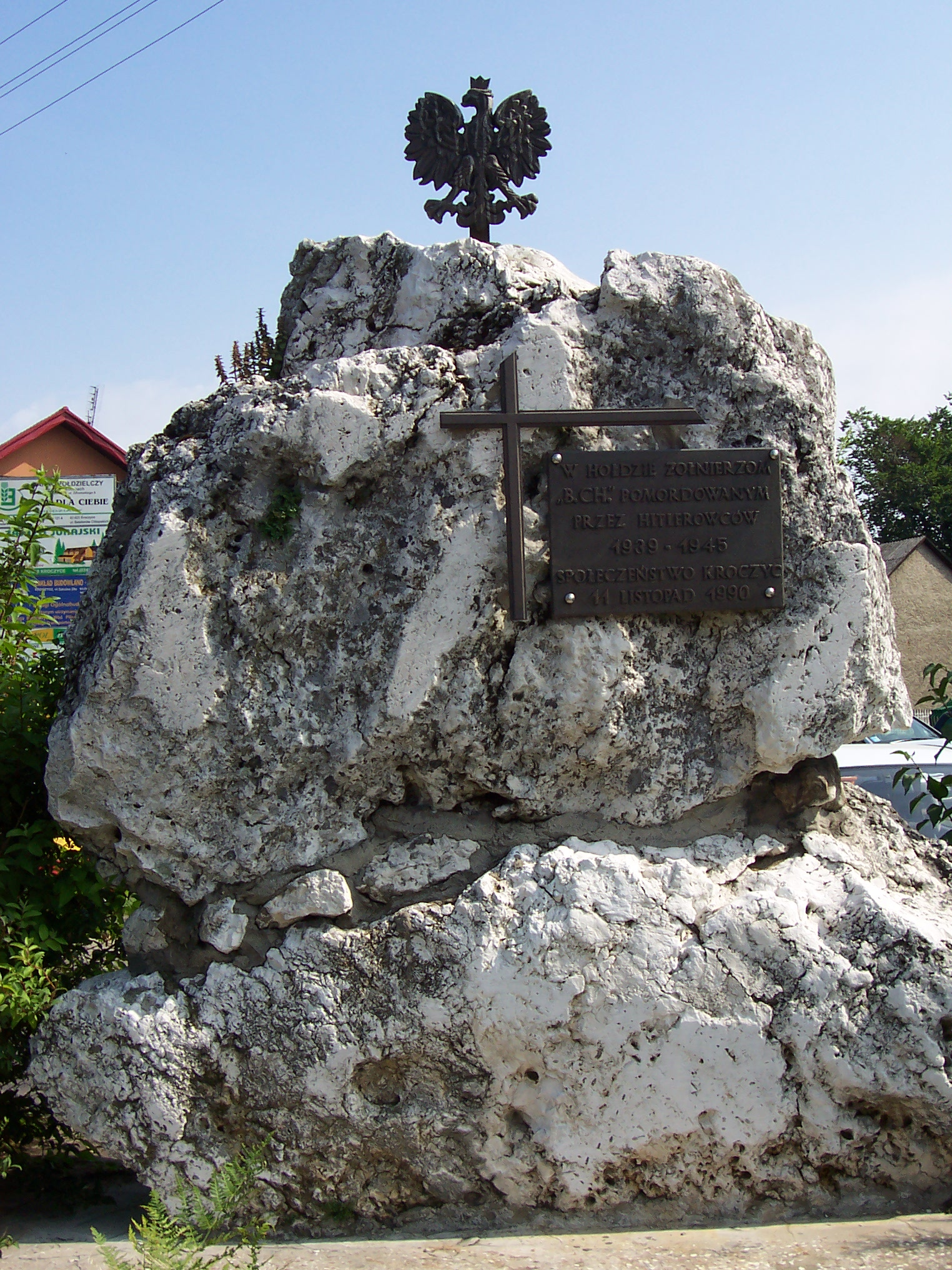
Pomnik Batalionów Chłopskich w Kroczycach

Podobwód Żarnowiec – jednostka partyzancka Batalionów Chłopskich, a następnie Armii Krajowej. Wchodziła w skład Obwodu Olkusz Okręgu Kraków AK.
Jego komendantem został kpt. Zygmunt Niebrzydowski ps. "Marcin" (według starszych źródeł ps. "Henryk"), adiutantem zaś – ppor. Stanisław Wałek ps. "Wierzyński".

## Skład
- Placówka Żarnowiec ("Zebra") – ppor. Wincenty Pełka ps. "Marek",
- Placówka Pilica ("Pawian"; od września 1943),
- Placówka Kidów ("Koń"),
- Placówka Kroczyce ("Kruk").